# Música do Benim
O Benim desempenhou um papel importante no cenário musical africano, produzindo uma das maiores estrelas para sair do continente, Angélique Kidjo. Pós-independência, o país albergou um vibrante e inovador cenário musical, onde música folclórica nativa foi combinada com highlife de Gana, cabaré da França, rock, funk e soul dos Estados Unidos, e rumba da Música da República Democrática do Congo.
Ignacio Blazio Osho foi talvez o mais influente músico deste período, paralelamente com Pedro Gnonnas y sus Panchos, Les Volcans de la Capitale e Picoby Band d'Abomey. Pedro produziu a canção "Feso Jaiye", que se tornou um sucesso e foi executada por muitas bandas na 2nd All-Africa Games, em 1973.
Em 1972, o governo Kérékou chegou ao poder e instituiu toque de recolher e outras medidas que inibiram a expressão musical.
Após Kérékou, o primeiro músico a transformar-se numa estrela foi Nel Oliver, que se estreou na França em 1976. Seu estilo distinto teve elementos de toda a África e dos Estados Unidos para criar o "Afro-akpala-funk". As últimas décadas do século XX viram inúmeras outras evoluções, incluindo o aumento do reggae (trazido da Jamaica por Yaya Yaovi) e hip hop (mais popularizado por Ardiess Posse), assim como uma nova onda de músicos, incluindo Cella Stella, Africando, Ambroise Coffi Akoha, Bluecky d'Almeida e Angélique Kidjo.
Kérékou incentivou a música folclórica indígena. Alguns músicos, como Tohon Stan, adaptaram os estilos populares para as audiências mainstream no país e no exterior, incluindo o tchinkoumé, uma música fúnebre tocada usando a percussão de água, que foi adaptada na música tchink-system.
O Gangbe brass band é um proeminente conjunto internacional beninense.